# Flughafen Brescia-Montichiari

i7
i11
i13
Der Flughafen Brescia-Montichiari (italienisch Aeroporto di Brescia-Montichiari „Gabriele D’Annunzio“; IATA-Code: VBS, ICAO-Code: LIPO) befindet sich in der norditalienischen Region Lombardei, rund 15 Kilometer südöstlich von Brescia und knapp fünf Kilometer westlich von Montichiari. Lange Zeit bildete er mit dem benachbarten Militärflugplatz Ghedi (auch „Brescia-Ghedi“ genannt) eine der größten militärischen Einrichtungen der italienischen Luftwaffe. Seit 1999 dient der Flughafen Brescia-Montichiari ausschließlich dem zivilen Luftverkehr. Flughafenbetreiber ist heute das Unternehmen Aeroporti Sistema del Garda, das auch für den etwas weiter östlich gelegenen Flughafen Verona zuständig ist.

## Verkehrsanbindung
Der Flughafen Brescia liegt in der nördlichen Poebene, rund 15 Kilometer südwestlich des Gardasees. Er ist über die Autobahnen A4 (Mailand-Verona) und A21 aus dem weiteren Umland schnell zu erreichen. Von den Anschlussstellen Brescia-Ost (A4) und Manerbio (A21) führen einfache Landstraßen zum kleinen Flughafenterminal, das sich im Süden des Flughafengeländes befindet. Darüber hinaus verbinden Busse den Flughafen mit dem Bahnhof von Brescia.

## Fluggesellschaften und Ziele
Der Flughafen wird fast ausschließlich von Frachtfluggesellschaften angeflogen, vor allem von Poste Air Cargo und von DHL. Auch die Allgemeine Luftfahrt ist von Bedeutung, da der Aeroclub Brescia hier seinen Sitz hat.
Aufgrund der geringen Verkehrsdichte und der rund drei Kilometer langen Start- und Landebahn, die für die Allwetterflugbetriebsstufe CAT IIIb zugelassen ist, wird der Flughafen Brescia für Trainingsflüge mit Verkehrsflugzeugen genutzt, unter anderem von Lufthansa.

## Geschichte
Auf den Feldern bei Montichiari wurden seit 1904 Autorennen veranstaltet. Der heute in Monza ausgetragene Große Preis von Italien und auch die Mille Miglia haben hier ihre Ursprünge. 1909 entstand bei Montichiari der Flugplatz von Brescia, der zu den Ältesten Italiens zählt. Im September jenes Jahres fand hier eine internationale Flugschau statt. Unter den Zuschauern befand sich Franz Kafka, der über die Veranstaltung einen Zeitungsartikel mit dem Titel „Die Aeroplane in Brescia“ schrieb.
In den folgenden 90 Jahren wurde Brescia-Montichiari militärisch genutzt und teilte im Ersten und Zweiten Weltkrieg die Geschicke des heute rund drei Kilometer weiter im Westen gelegenen Flugplatzes Brescia-Ghedi. In den 1950er Jahren wurden sie nach Beseitigung der Kriegsschäden praktisch neu errichtet. Teile des Gebietes zwischen den beiden Flugplätzen veräußerte man bei dieser Gelegenheit an Landwirte, ein Rollweg verband die beiden Anlagen jedoch noch etliche Jahre. Der Militärflugplatz Montichiari war noch bis 1962 Standort einer fliegenden Staffel der italienischen Luftwaffe, danach blieb er als Reserve-Flugplatz eine Art Außenstelle von Ghedi und verzeichnete nur geringen Flugbetrieb. Teile des Flugplatzes Montichiari dienten von 1959 bis 1999 als Stützpunkt eines Flugabwehrraketen-Verbandes, dann verzichtete die italienische Luftwaffe auf eine weitere militärische Nutzung.
Eine Öffnung für den zivilen Flugverkehr hatten Unternehmer aus Brescia bereits in den 1980er Jahren verlangt, obwohl die nahen Flughäfen bei Mailand und Verona über die Autobahn A4 einfach und schnell zu erreichen sind. 1998 und 1999 entstand südlich der knapp drei Kilometer langen Start- und Landebahn ein kleines Terminal mit Vorfeld. Der Betreiber des Flughafens Verona übernahm Montichiari schließlich ganz, nachdem das Militär den Flugplatz an die zivile Luftfahrtbehörde ENAC übergeben hatte. Von Anfang an litt der kommerzielle Luftverkehr in Brescia an der Nähe der verkehrsreicheren Flughäfen von Bergamo und Verona. Nachdem sich selbst Billigfluggesellschaften gegen Montichiari entschieden haben, versucht die Betriebsgesellschaft, den Flughafen auf das Luftpost- und Luftfrachtsegment zu spezialisieren.

## Großflughafen Ghedi-Montichiari
Der Ausbau des Flughafens Mailand-Malpensa, der am Rand eines Naturschutzgebietes liegt, war und ist sehr umstritten. Als Alternative wurde mehrmals vorgeschlagen, auf dem großen Areal der Flugplätze von Ghedi und Montichiari einen zentralen Großflughafen für Norditalien zu errichten. Als besonders vorteilhaft gelten in diesem Zusammenhang die beiden parallelen Start- und Landebahnen, die weit voneinander entfernt und versetzt liegen und eine unabhängige Nutzung erlauben würden. Zwischen den Bahnen wäre Platz für den Bau mehrerer großer Terminals mit Anschluss an die Autobahn A4 und an die Bahnstrecke Turin–Triest. Die Anlage entspräche den Kriterien des modernen Flughafenbaus in jeder Hinsicht.
Gegen diesen Vorschlag spricht, dass fast alle norditalienischen Großstädte eigene Verkehrsflughäfen mit internationalen Flugverbindungen haben und damit sehr gut an andere europäische Luftfahrt-Drehkreuze angebunden sind. Die hohe Flughafendichte in Norditalien führt dazu, dass Passagiere auf lange Anfahrtswege zu Großflughäfen wie Mailand-Malpensa verzichten. Für den rentablen Betrieb eines Großflughafens bei Brescia wäre es erforderlich, etliche andere norditalienische Flughäfen zu schließen. Die Unrealisierbarkeit eines solchen Vorhabens zeigt sich am Beispiel der Stadt Mailand, die auf keinen ihrer drei Verkehrsflughäfen (Linate, Malpensa und Bergamo) verzichten will. Darüber hinaus ist die italienische Luftwaffe derzeit nicht bereit, auf den Militärflugplatz Ghedi zu verzichten.